# 기원전 12년

## 연호
- 전한(前漢) 원연(元延) 원년

## 기년
- 전한(前漢) 성제(成帝) 21년
- 신라(新羅) 혁거세 거서간(赫居世居西干) 46년
- 고구려(高句麗) 유리명왕(瑠璃明王) 8년
- 백제(百濟) 온조왕(溫祚王) 7년

## 탄생
- 고구려(高句麗)의 태자(太子) 해명(解明)

## 사망
- 빕사니우스 아그리파 - 고대 로마의 군인